# Myrtille Georges
Myrtille Georges (Granville, 21 dicembre 1990) è una tennista francese.

## Carriera
Myrtille Georges ha vinto 9 titoli in singolare e 6 titoli nel doppio nel circuito ITF in carriera. Il 18 luglio 2016 ha raggiunto il best ranking mondiale nel singolare, nr 168; il 21 agosto 2017 ha raggiunto il miglior piazzamento mondiale nel doppio, nr 287.

## Statistiche ITF

### Singolare

#### Vittorie (8)
| Torneo 100000 $ (0) |
| Torneo 80000 $ (0)  |
| Torneo 75000 $ (0)  |
| Torneo 60000 $ (0)  |
| Torneo 50000 $ (0)  |
| Torneo 25000 $ (4)  |
| Torneo 15000 $ (1)  |
| Torneo 10000 $ (4)  |

| N. | Data             | Torneo                                                        | Superficie  | Avversaria            | Punteggio     |
| 1. | 4 settembre 2011 | Coldec Open, Apeldoorn                                        | Terra rossa | Lesley Kerkhove       | 7-5, 6-4      |
| 2. | 1º aprile 2012   | Open du Havre, Le Havre                                       | Cemento (i) | Ysaline Bonaventure   | 5–7, 7–5, 6–0 |
| 3. | 18 gennaio 2015  | ITF Women's Circuit El Kantaoui, El Kantaoui                  | Cemento     | Estelle Cascino       | 6-4, 6-2      |
| 4. | 22 marzo 2015    | ITF Women's Circuit El Kantaoui, El Kantaoui                  | Cemento     | Isabella Šinikova     | 6-4, 6-0      |
| 5. | 6 settembre 2015 | Ciudad de Barcelona, Barcellona                               | Terra rossa | Georgina García Pérez | 6-3, 7-6(3)   |
| 6. | 7 febbraio 2016  | Open GDF Suez De L'Isere, Grenoble                            | Cemento (i) | Indy de Vroome        | 7–6(4), 6–2   |
| 7. | 7 maggio 2017    | ITF Women's La Marsa, La Marsa                                | Terra rossa | Aleksandra Panova     | 6-1, 6-1      |
| 8. | 15 ottobre 2017  | Open GDF Suez de Cherbourg-en-Cotentin, Cherbourg-en-Cotentin | Cemento (i) | Audrey Albié          | 6–4, 3–6, 7–5 |
| 9. | 3 marzo 2019     | Open GDF SUEZ de la Ville de Macon, Mâcon                     | Cemento (i) | Lesley Kerkhove       | 6-3, 6-3      |

### Doppio

#### Vittorie (6)
| Torneo 100000 $ (0) |
| Torneo 8000 $ (0)   |
| Torneo 75000 $ (0)  |
| Torneo 60000 $ (0)  |
| Torneo 50000 $ (0)  |
| Torneo 25000 $ (2)  |
| Torneo 15000 $ (0)  |
| Torneo 10000 $ (4)  |

| N. | Data             | Torneo                                       | Superficie  | Compagna             | Avversarie in finale                 | Punteggio           |
| 1. | 8 agosto 2010    | Rebecq Ladiez Trophy, Rebecq                 | Terra rossa | Émilie Bacquet       | Kika Hogendoorn Elke Lemmens         | 6–3, 4–6, [11–9]    |
| 2. | 1º aprile 2012   | Open du Havre, Le Havre                      | Terra rossa | Céline Ghesquière    | Manon Arcangioli Kinnie Laisné       | 6-4, 6-2            |
| 3. | 8 luglio 2012    | Open GDF SUEZ de la Porte du Hainaut, Denain | Terra rossa | Céline Ghesquière    | Michaela Hončová Isabella Šinikova   | 6-4, 6-2            |
| 4. | 18 gennaio 2015  | ITF Women's Circuit El Kantaoui, El Kantaoui | Cemento     | Céline Ghesquière    | Kristýna Hrabalová Vendula Žovincová | 6(6)–7, 6–2, [10–5] |
| 5. | 14 marzo 2015    | ITF Women's Circuit El Kantaoui, El Kantaoui | Cemento     | Isabella Šinikova    | Chanel Simmonds Magali Kempen        | 1–6, 6–4, [10–2]    |
| 6. | 22 febbraio 2020 | AEGON Pro Series Glasgow, Glasgow            | Cemento (i) | Kimberley Zimmermann | Lara Salden Clara Tauson             | 7–6(2), 7–6(5)      |